# 765 Mattiaca
765 Mattiaca eller 1913 SV är en asteroid i huvudbältet, som upptäcktes 26 september 1913 av den tyske astronomen Franz H. Kaiser i Heidelberg. Den är uppkallade efter staden Wiesbaden's latinska namn.
Asteroiden har en diameter på ungefär 8 kilometer och den tillhör asteroidgruppen Astraea.